# Oncidium posadarum
Oncidium posadarum är en orkidéart som beskrevs av Willibald Königer. Oncidium posadarum ingår i släktet Oncidium och familjen orkidéer. Inga underarter finns listade i Catalogue of Life.